# Zygmunt Dominikowski
Zygmunt Dominikowski (ur. 10 kwietnia 1951) – generał dywizji Wojska Polskiego w stanie spoczynku.

## Przebieg służby wojskowej
W 1969 Zygmunt Dominikowski rozpoczął studia wojskowe w Wyższej Szkole Oficerskiej Wojsk Zmechanizowanych we Wrocławiu. Promowany na podporucznika w 1973. Służbę zawodową rozpoczął jako dowódca plutonu piechoty zmotoryzowanej w 55 pułku zmechanizowanym w Braniewie z 16 Dywizji Pancernej. W 1975 objął funkcję dowódcy kompanii piechoty zmotoryzowanej, a w okresie 1975–1979 dowodził batalionem piechoty zmotoryzowanej w tej jednostce. Od października 1979 do sierpnia 1982 studiował w Akademii Sztabu Generalnego WP w Rembertowie, po ukończeniu których wyznaczony na stanowisko szefa sztabu – zastępcy dowódcy 55 pz. 
W 1984 objął funkcję dowódcy 5 pułku zmechanizowanego, którym był do 1986. Następnie dowodził 4 pułkiem desantowym z 7 Dywizji Desantowej. W 1990 powierzono mu stanowisko zastępcy dowódcy 7 Brygady Obrony Wybrzeża w Gdańsku, a w 1992 szefa sztabu–zastępcy dowódcy tej brygady. W 1993 objął funkcję szefa sztabu – zastępcy dowódcy 8 Dywizji Obrony Wybrzeża w Koszalinie. W 1994 został w drodze wyróżnienia skierowany na studia w Akademii Sztabu Generalnego Sił Zbrojnych Federacji Rosyjskiej w Moskwie i po ich ukończeniu powrócił do 8 Dywizji na stanowisku szefa sztabu – zastępcy dowódcy. Następnie został skierowany do Sztabu Generalnego Wojska Polskiego, gdzie objął obowiązki zastępcy szefa Zarządu Operacyjno-Strategicznego. Od 2000 był zastępcą szefa Zarządu Planowania Operacyjnego Generalnego Zarządu Operacyjnego SG WP, a od 2001 szef tego Zarządu.
15 sierpnia 2001 podczas uroczystości z okazji Święta Wojska Polskiego na dziedzińcu Belwederu został awansowany na stopień generała brygady. Akt mianowania odebrał z rąk prezydenta Rzeczypospolitej Polskiej Aleksandra Kwaśniewskiego. W kolejnych latach do 2009 pełnił służbę na stanowiskach: szef Generalnego Zarządu Operacyjnego – P3 w SG WP, doradca podsekretarza stanu ds. Uzbrojenia i Modernizacji w pionie polityki zbrojeniowej MON. 15 sierpnia 2004 został awansowany na stopień generała dywizji przez prezydenta Rzeczypospolitej Polskiej. 8 lipca 2009 został przeniesiony do rezerwy kadrowej. W lutym 2010 zakończył zawodową służbę wojskową.

## Awanse[1]
- podporucznik – 1973
- porucznik – 1975
- kapitan – 1979

(...)
- generał brygady – 15 sierpnia 2001[1]
- generał dywizji – 15 sierpnia 2004[12][13]

## Ordery, odznaczenia i wyróżnienia[1]
- Krzyż Oficerski Orderu Odrodzenia Polski[14]
- Krzyż Kawalerski Orderu Odrodzenia Polski
- Złoty Krzyż Zasługi
- Odznaka Skoczka Spadochronowego Wojsk Powietrznodesantowych – 1972